# Караван-сарай Олимджон
Караван-сарай Олимджон (узб. Олимжон карвон саройи, первоначально назывался Абдуллоджон) — памятник архитектуры, расположенный в историческом центре Бухары (Узбекистан). Здание включено в национальный перечень объектов недвижимого имущества материального и культурного наследия Узбекистана и находится под охраной государства.

## История
Караван-сарай Абдуллоджон (позднее получивший название Олимджон по махалле, в которой расположен) был построен в 1813 году и принадлежал бухарской казне. Согласно отчёту Петра Демезона, посещавшего Бухару в 1833—1834 годах, в нём торговали афганские купцы из племени логани. В вышедшем в 1843 году «Описании Бухарского ханства» учёного-ориенталиста Николая Ханыкова караван-сарай также был упомянут как казённый среди 38 подобных заведений города. С начала XX века до Бухарской революции 1920 года здание арендовала для своих нужд контора транспортного общества «Кавказ-Меркурий», по поручению которой часть здания, выходившая на улицу, была перестроена под магазин.
В 1930-х годах в здании были расселены беженцы, переехавшие из Поволжья в Бухару из-за голода.
В 1985 году местный фотограф-краевед Шавкат Болтаев решил организовать собственную фотокиностудию «Ситора». Для этой цели ему выделили полуподвальные помещения в кельях караван-сарая. В 2017 году в сети появилась информация о закрытии фотокиностудии и её галереи, ставшей известным туристическим объектом, в связи с упразднением руководящей организации — Областного научного-методического центра культпросветработы. Галерею планировалось перевезти в дом фотографа.
Приказом Министерства культуры Узбекистана 4 апреля 2019 года здание караван-сарая было признано памятником архитектуры и поставлено под государственную охрану как объект материального культурного наследия Узбекистана республиканского значения. На начало пандемии здание силами активистов превратилось в общественное пространство: помимо фотогалереи здесь действовал дом для путешественников под эгидой Couchsurfing, шахматный клуб, чайная и коворкинг-центр. В 2023 году появились планы выставить принадлежащее государству здание на торги с выселением всех арендаторов.

## Описание
Здание караван-сарая расположено в центре Бухары, в махалле «Хамид Олимджон» и выходит главным фасадом на улицу Бахаутдина Накшбанда; другие фасады также выходят на улицы Хамид Олимджон и Намозгох. Здание построено из жжёного кирпича и в плане имеет прямоугольную форму, юго-западная сторона, прилегающая к улице, скошена. Композиция двухъярусная, симметричная, с одним двором. Двор также прямоугольный, но имеет скошенные углы, в которых расположены арки с трёхгранными нишами. Входной портал во двор расположен с северной стороны здания и выделен на фасаде дарвазаханой, по бокам от неё имеются полувинтовые кирпичные лестницы на второй этаж, завершающиеся козырьками.
Помещения первого этажа имеют сводчатые и купольные перекрытия, пол выстелен жжёным кирпичом, таким же, как и тот, из которого сложены стены. Входы в каждое помещение сделаны со двора отдельно от остальных. По второму этажу со стороны двора устроена галерея, из которой также сделаны входы в отдельные помещения, перекрытия потолков там уже балочные.